# Eupithecia frostiata
Eupithecia frostiata är en fjärilsart som beskrevs av Louis W. Swett 1907. Eupithecia frostiata ingår i släktet Eupithecia och familjen mätare. Inga underarter finns listade i Catalogue of Life.